# 永国東町
永国東町（ながくにひがしまち）は、茨城県土浦市の町名。郵便番号は300-0816。

## 地理
茨城県土浦市中心部より南部に位置する住宅地である。住宅開発が進んでいる。花室川の北側、常磐線の西側にあたる。

## 歴史
2003年3月3日に永国の一部から成立した。

## 世帯数と人口
2017年（平成29年）8月1日現在の世帯数と人口は以下の通りである。
| 町丁     | 世帯数  | 人口    |
| -------- | ------- | ------- |
| 永国東町 | 574世帯 | 1,403人 |

## 交通

### 道路
- 国道125号阿見美浦バイパス
- 国道354号

## 施設
- 土浦永国郵便局
- Ibaraki BMW土浦本店
- 永国東公園

## 小・中学校の学区
市立小・中学校に通う場合、学区は以下の通りとなる。
| 町       | 番地 | 小学校           | 中学校                 |
| -------- | ---- | ---------------- | ---------------------- |
| 永国東町 | 全域 | 土浦市立東小学校 | 土浦市立土浦第四中学校 |